# Розівка (Подільський район)
Ро́зівка — село Окнянської селищної громади Подільського району Одеської області України. Населення становить 7 осіб. Розівка розташована біля кордону з Молдовою. Відстань до кордону~700 м.

## Історія
12 червня 2020 року, відповідно до Розпорядження Кабінету Міністрів України від № 724-р «Про визначення адміністративних центрів та затвердження територій територіальних громад Одеської області», увійшло до складу Окнянської селищної громади.
19 липня 2020 року, в результаті адміністративно-територіальної реформи і ліквідації Окнянського району, село увійшло до складу новоутвореного Подільського району.

## Населення
Згідно з переписом УРСР 1989 року чисельність наявного населення села становила 115 осіб, з яких 45 чоловіків та 70 жінок.
За переписом населення України 2001 року в селі мешкало 30 осіб.

### Мова
Розподіл населення за рідною мовою за даними перепису 2001 року:
| Мова       | Відсоток |
| ---------- | -------- |
| молдовська | 53,33 %  |
| українська | 43,33 %  |
| російська  | 3,33 %   |